# Департаменти Франції

Сучасна мапа департаментів Франції

Департамент (фр. département) — основна територіально-адміністративна одиниця у Франції та в низці колишніх колоній цієї країни. 
Площа департаментів у континентальній Франції, як правило, становить від 4 000 до 8 000 км². Чисельність населення варіює від 100 тис. до 1 млн чоловік. 
Департаменти офіційно пронумеровано відповідно до алфавітного порядку, порядковий номер, зокрема, позначається на номерних знаках автомобілів.
Наразі у Франції є 101 департамент, 94 з яких розташовані в європейській метрополії, а 5 є заморськими департаментами (регіонами).

## Керівництво
Основним керівним органом департаменту є Генеральна Рада (фр. Conseil Général), що обирається строком на шість років. З 1982 р. керує радою її президент. Адміністративний центр департаменту носить назву «префектура».

## Історія

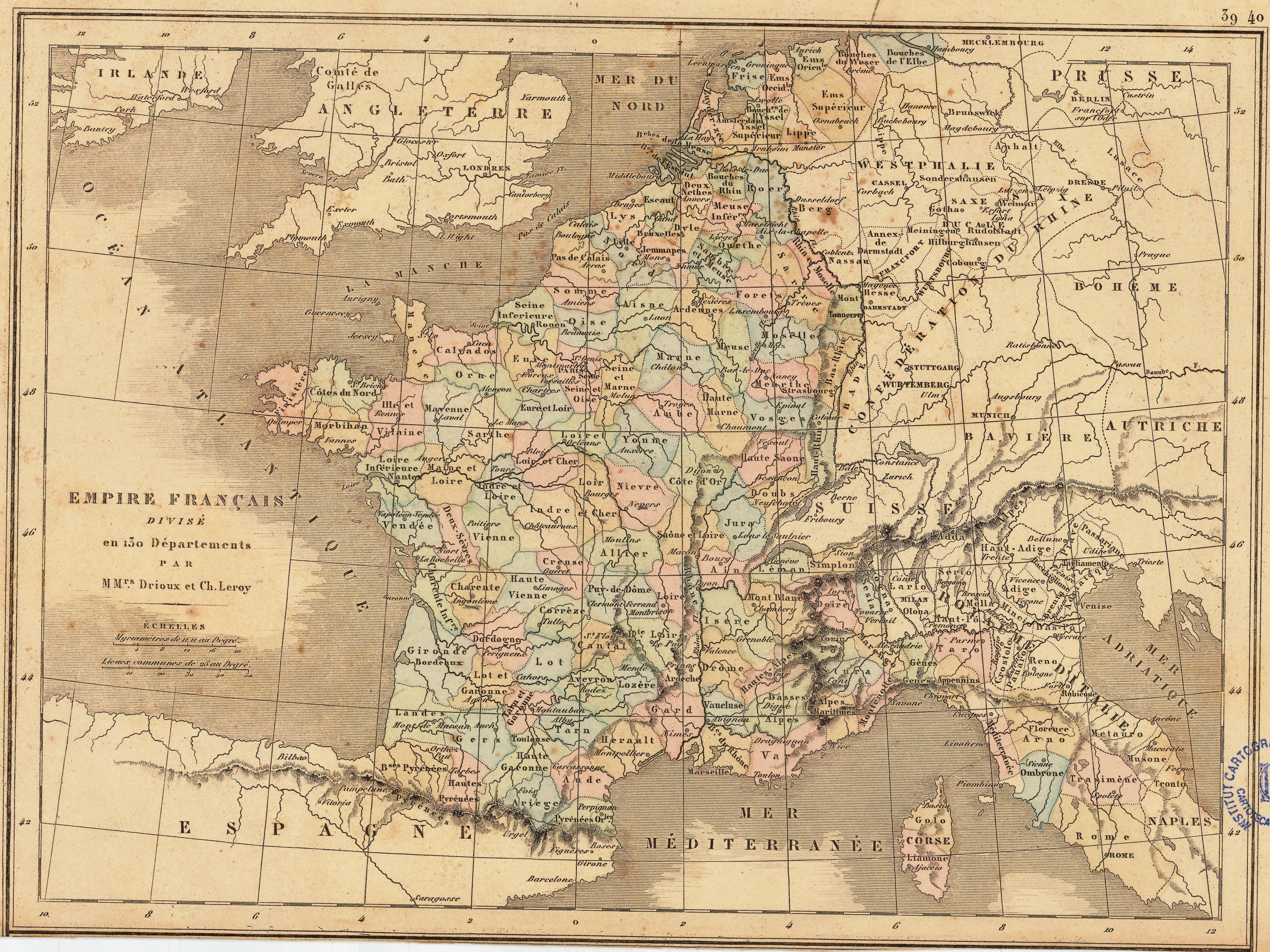
Мапа департаментів Франції часів Першої імперії (1811 р.)

Поділ держави на департаменти був введений в ході Великої французької революції — 4 січня 1790 р. Засновницька Асамблея замінила колишній поділ на провінції новою, раціональнішою структурою. 4 березня того ж року були утворені перші 83 департаменти. У 1810 р. в результаті розширення території Французької імперії число департаментів було збільшене з 83 до 130, але після поразки Наполеона в 1815 р. склало 86.
1 січня 2019 року, департамент Париж об'єднався з комуною Париж, утворивши громаду зі спеціальним статусом під назвою Місто Париж;
1 січня 2021 року департаменти Нижній Рейн та Верхній Рейн об'єдналися, утворивши Європейське співтовариство Ельзас, яке залишається інтегрованим у регіон Великий Схід.